# Tamarugal (província)
A Província del Tamarugal é uma das províncias do Chile, pertencente à nova Região de Tarapacá, cuja origem se encontra na Lei N° 20.175, que também cria a Região de Arica-Parinacota, mediante a divisão da antiga I Região de Tarapacá em duas. A lei foi promulgada em 23 de março de 2007 pela presidente Michelle Bachelet na cidade de Arica, e publicado no Diário Oficial en 11 de abril de 2007. Entrou em vigor no dia 9 de outubro de 2007, em um ato realizado na antiga Oficina Salitrera Santiago Humberstone.
A capital desta província é Pozo Almonte e está composta pelas comunas de Pozo Almonte, Pica, Huara, Camiña e Colchane. Possui uma superfície de 39.930 km² e uma populacião de 22.531 habitantes.

## Comunas
- Camiña, com capital em Camiña.
- Colchane, tendo Colchane como capital.
- Huara, com capital em Huara.
- Pica, tendo como capital Pica.
- Pozo Almonte, com sua capital sendo Pozo Almonte.